# 航空工学
航空学（こうくうがく、英語: aeronautics）は、航空機に関する学問・技術。航空工学（こうくうこうがく）とも。現代では宇宙工学と共に航空宇宙工学と総称されることが多い。

## 概説
航空工学とは工学の一種であり、優れた航空機を研究開発することを目的とし、航空機の設計・製造・運用・整備などについて研究するものである。
航空工学の研究分野は、航空力学のほか、航空機構造・材料、航空機システム、航空エンジン、航空計器、航空整備など多岐にわたる。
近年では、航空工学は、宇宙工学と並び航空宇宙工学の一部として扱われるようになっている。航空工学と宇宙工学は内容として重なっている部分も多く、互いに関連しつつ発展してきた歴史があり、二つを合わせてひとつのものと見なされることが一般的になってきているのである。「航空宇宙工学」も参照のこと。
第二次世界大戦敗戦直後の日本においては、GHQから命令により、航空に関する研究・教育・実験が禁止された。

## 主な航空学者

### 世界
- ジョージ・ケイリー（1773年12月27日 - 1857年12月15日）
- サミュエル・ラングレー（1834年8月22日 - 1906年2月27日）
- セオドア・フォン・カルマン（1881年5月11日 - 1963年5月6日）
- ウィラード・R・カスター（en:Willard Ray Custer）1899-1985
- アドルフ・ブーゼマン（1901年4月20日 - 1986年11月3日）

### 日本
- 横田成年（1875年5月10日 - 1953年1月11日）
- 和田小六（1890年8月5日 - 1952年6月11日）
- 三木鉄夫（1898年 - 1979年）
- 本庄季郎(1901年8月6日 - 1990年4月21日)
- 堀越二郎(1903年（明治36年）6月22日 - 1982年（昭和57年）1月11日)
- 木村秀政(1904年〈明治37年〉4月13日 - 1986年〈昭和61年〉10月10日)
- 山名正夫（1905年12月25日 - 1976年1月27日）
- 佐貫亦男(1908年（明治41年）1月1日 - 1997年（平成9年）6月28日)
- 岡本哲史（1908年2月13日 - 1996年10月23日）
- 井上赳夫（1914年12月31日 - 2003年10月）
- 近藤次郎（1917年1月23日 - ?）
- 真鍋大覚（1923年5月14日 - 1991年4月26日）
- 小林繁夫(1927年 - 2019年4月7日)
- 飛岡健 (1944年10月20日 - ）
- 松尾亜紀子（1964年 - ）

## 航空工学の教科書などに書かれている内容
- 民生用航空機は、大気中を航行する能力を持つ交通手段であり、貨物や乗客を迅速に輸送することが可能である。
- 航空機にはまず飛行する能力が求められるが、これには飛行するレイノルズ数 (Re) やマッハ数に応じた空気力学理論に基づく工学的設計指針が必要となる。
- 空気力学は流体力学の一分野であり、空気の流れによって翼や胴体にはたらく力を扱う。
- 人や物資を輸送するスケール（Re=106程度以上）の航空機には一般に定常ないし準定常の空気力学が適用される。
- ベルヌーイの定理に示されるように、非粘性の定常流れにおいて流速の大きなところでは、負圧が生じることが分かっているが、現実の航空機でも翼に適当な迎え角を与えて、表面（境界層）から少し離れた上面の流れを加速させ、発生する負圧により揚力を得て飛行している[要出典]（負圧を表面全体について積分して得られる空気力ベクトルのうち、流れ方向と平行な成分を抗力(空力抵抗)、垂直な成分を揚力と呼んでいる）。
- 水平定常飛行中の航空機では、揚力および抗力による上向きの成分と下向きの重力、後向きの成分と前向きの推力がそれぞれ釣り合っていることになる。
- 航空気象[5]が航空機の飛行に大きな影響を与えることが分かっており、大気はその性質が地域、気候、局地的な天候により変化するため、国際標準大気が定められている。
- おおむね1万1000メートルより上空を成層圏、それより低空を対流圏と定めて成層圏の気温はマイナス56.5度で安定しており、酸素濃度や大気圧も高空になればなるほど低下していく。具体的には入道雲(積乱雲)は成層圏に達するとかなとこ雲になる。
- 航空において雲や天候、突風は飛行の障害となりうる要素であり、また有視界距離は飛行方式を左右する重大な条件である。
- さまざまな制約の下で安全性、推進力、揚力、制御性などを確保した航空機は設計されなければならない。航空機は大きくLTA（空気よりも軽い機体。飛行船など）とHTA（空気より重い機体）に二分され、HTA は大きく固定翼機と回転翼機に分類される。
- 固定翼機は基本的に胴体、その胴体の両側に位置する主翼、胴体の後部に置かれる尾翼、推進機関のエンジン、降着装置、その他のシステムから構成されている。
- 主翼の補助翼、尾翼には、縦向きの方向舵と横向きの昇降舵が取り付けられている (エルロン、ラダー、エレベーターと呼ばれることがある)。
- エンジンにより推力を作り、流体中において主翼により主な揚力を生み出している。
- 尾翼の方向舵は左右に動くことにより機首を左右に振り、昇降舵は上下に動くことにより機首を上下させる機能がある。
- 制禦は三自由度なのだが、人力飛行機においては足はペダルを漕いでいるので推力の調整でなんとかする以外の方法がなく、パイロット兼エンジンである当該人物にとっては悩み事である。
- 航空機を制御する機能は通常胴体前部に位置するコックピットに集約されており、基本的な入力装置は操縦桿、ラダーペダル、スロットルである。
- 操縦桿を手前に引くと、尾翼の昇降舵が上がるために機首を上げ、右に倒すと右補助翼が上がり、かつ左補助翼が下がるために機体は右方向に傾斜する。
- ラダーペダルは左右両足に対して二つあり、右のペダルを踏み込むと尾翼の方向舵後縁が右へ傾くために、機首は右方向へ向く。
- スロットルはエンジンの推力を操作するものであり、奥へ倒すと出力が上昇する機能を用いて航空機を操縦することになるため、航空機は基本的にローリング（横転）、ピッチング（上下の首振り）、ヨーイング（左右の首振り）の三つの運動を組み合わせて行わなければならない。ただし、これらの特性は交絡することも多く、「ダッチ・ロール」として知られている。